# خواجه علی سیاهپوش
خواجه علاءالدین علی سیاهپوش (۸۳۰-۷۹۴ق) (۱۴۲۷-م۱۳۹۱) پسر شیخ صدرالدین موسی و نوه شیخ صفی‌الدین اردبیلی بود.
او پس از پدر به سرپرستی خانقاه صفوی در اردبیل رسید. او در روزگار تیمور لنگ می‌زیست و از برخورد میان این دو و پیشبینی‌های خواجه علی دربارهٔ آینده و جهانگیری تیمور داستان‌هایی آمده‌است. برپایه یکی از این داستان‌ها او رهاننده چند قبیله تاتار شام از دست تیمور بود که در آینده قزلباش خوانده شدند. البته برخی نیز برخورد تیمور و خواجه علی را رد کرده‌اند. پس از وی پسرش شیخ ابراهیم به جانشینی‌ او رسیده‌است.

## علت ملقب بودن سلطان علی به سیاه پوش
عنوان سیاه پوش در مورد سلطان علی هم که ظاهراً تعدادی از پیروان، وی را به التزام همان شعار تشویق می‌کرد؛ مبنی بر غلبه تدریجی احساسات ضد سنّی در آنها بود. از همان ایام گرایش عقیدتی، آنها را به مخالفت با اهل تسنن وامی‌داشت و چنان می‌نماید که با التزام این شعار، پیروان خواجه علی سیاه پوش، خود را در مقابل ظالمان و قدرتمندان اهل تسنن، طالب یا مدعی خونخواهی مظلومان آل علی می‌دانستند و تولی نسبت به اهل بیت رسول و تبری از «دشمنان» آنها را اساس دعوت و مبنای طریقت خود می‌شمردند. کسانی هم که دعوت آنها را اجابت می‌کردند، غالباً با عنوان تولاییان و تبراییان، در کوی و بازار و در شهر و روستا در اطراف خانقاه به نشر این اعتقاد می‌پرداختند. مرشد خانقاه خود را نیز که سرکرده خاندان شیخ بزرگ صوفی بود، مرشد کامل و صوفی اعظم می‌خواند. به نظر می‌رسد که هواداران و پیروان نیز، مدتها پیش از اقدام آنها به «خروج» بر پادشاهان اهل سنت عصر، نسبت به این مشایخ، همه گونه مراسم جانسپاری و جان نثاری را به جا می‌آورده‌اند.
از همین ایام خواجه علی، که در آذربایجان تمایلات افراطی شیعه به وسیله ترکمانان قراقویونلو مجال ظهور پیدا کرد، طوایف ترکمان نواحی شرقی آناتولی نیز که با تمایلات شیعی، گرایش صوفیانه مشابه با عقاید غلات داشتند، در نواحی مجاور مرزهای ایران به زندگی شبانکارگی سر می‌کردند. اینها با گله‌های خویش در ییلاق و قشلاق در اطراف مرزهای ایران، با وجود طول اقامت غالباً خود را از هر گونه تأثیرپذیری از سنتهای ایرانی دور نگه داشته بودند، مع‌هذا اندیشه درگیری با طوایف مسیحی گرجی و ارمنی و رومی‌را به عنوان غزوه و جهاد در خاطر می‌پروراندند و مشایخ صوفی را هم به این اقدام ترغیب می‌کردند.
ترکمانان آق قویونلو که در این ایام در آذربایجان کسب قدرت کردند، تحریکات شیعی را چندان با نظر موافق نمی‌نگریستند؛ اما از سوی دیگر، اشتغال مشایخ اردبیل و مریدان آنها را به اینگونه جنگهای «مقدس» با نصارای اطراف، موجب تخفیف فشار آنها به حکومت خود می‌دانستند. در عین حال درگیری اقوام به جنگهای دینی، سبب انصراف آنها از اعمال تضییق و تهدید به «ثغر» های خویش می‌دیدند و از اینکه شیوخ اردبیل و مریدان آنها را در حوالی گرجستان، ارمنستان، و طرابوزان به اینگونه فعالیتهای مذهبی و نظامی‌مشغول می‌دیدند، تا حدی احساس خرسندی می‌کردند.

## خروج و ظهور دین حق آرزویی بزرگ و عمری کوتاه
در اردبیل که از عهد حیات شیخ صفی، بعضی امرای طالش و اکابر روم به خانقاه صوفی تردد می‌کردند و به ویژه از زمان خواجه علی که یک عده اسیران آزاد شده تیمور به مریدان خانقاه ملحق شدند، محله‌ای به نام «رومیان» به وجود آمد که اهالی آن در ارادت به خاندان صفوی تعصب و علاقه بسیار نشان می‌دادند و خود را آزاد کرده صفویه و صوفیان روملو می‌خواندند. خواجه علی هم آنها و ترکمانان دیگر نواحی را که نیز شیعی و دارای عقاید غلات بودند، و از دور و نزدیک به خانقاه وی می‌آمدند، در ضمن موعظه‌ها، برای اقدام به «خروج و ظهور دین حق» بشارت می‌داد و آماده می‌کرد؛ برای این منظور، عده‌ای خلیفه و پیره هم برای تعلیم و ارشاد آنها منصوب و تعیین می‌نمود. شیخ خانقاه در نزد این مریدان و سایر طالبان طریقت، رشد کامل و صاحب مرتبه ولایت و صوفی اعظم بود؛ بعد از وی نیز بر وفق وصیت یا رسم معهود، پسر وی سجاده نشین، ولی عهد و صوفی اعظم خوانده می‌شد. در خانقاه هم که تحت نظارت وی بود، همواره از محل اوقاف و نذورات، مسافران و فقیران با سایر مریدان اطعام و ضیافت می‌شدند.
در هر صورت «خروج دین حق» در عهد خواجه علی اتفاق نیفتاد و عمر او را یاری نکرد که بتواند این واقعه و ابعاد آن را مشاهده کند. خواجه علی در ۸۳۰ ق / ۱۴۲۷ م چشم از جهان فروبست و داعیه سلطنت شیعه، ظاهراً به پسرش سلطان ابراهیم سپرده شد.